# Деменко, Илья Герасимович
Илья Герасимович Деменко — советский хозяйственный деятель, Герой Социалистического Труда.

## Биография
Родился в 1928 году на территории современной Воронежской области. Член КПСС.
В 1941—1949 — рабочий птицефабрики, плотник на восстановлении Воронежа.
В 1949—1953 — военнослужащий Советской армии.
В 1953—1961 — бетонщик, бригадир комсомольско-молодежной бригады строителей предприятия Министерства строительства электростанций СССР на строительстве Сталинградской ГЭС.
В 1961—1965 — бригадир бетонщиков на строительстве Асуанской ГЭС.
В 1965—1988 — бригадир строителей Волгоградгидростроя на строительстве промышленных объектов в Волгоградской области.
Указом Президиума Верховного Совета СССР от 9 сентября 1961 года присвоено звание Героя Социалистического Труда с вручением ордена Ленина и золотой медали «Серп и Молот».
Делегат XXII съезда КПСС.
Жил в Волгограде.

## Награды и звания
- Герой Социалистического Труда (09.09.1961)
- Орден Ленина (09.09.1961)
- Орден Нила 4 класса